# Bernard Woolley
Sir Bernard Woolley MA (Oxon.), GCB, je fiktivní postava v britských televizních seriálech Jistě, pane ministře a Jistě, pane premiére. Postavu ztvárnil britský herec Derek Fowlds. V seriálu Jistě, pane ministře zastává Bernard Woolley funkci osobního tajemníka ministra pro administrativní záležitosti (fiktivního ministerstva britské vlády). V poslední epizodě seriálu Jistě, pane ministře (Stranické hrátky) si ho nastupující premiér Jim Hacker znovu vybírá jako svého osobního tajemníka, což je funkce, kterou zastává v navazujícím seriálu Jistě, pane premiére.

## Vlastnosti a život postavy
Svou seriálovou kariéru ve státní správě začíná Bernard Woolley jako osobní tajemník ministra pro administrativní záležitosti Jima Hackera. Bernard se ocitá ve velice svízelné situaci. Na jednu stranu je jako tajemník vázán mlčenlivostí a loajalitou vůči ministrovi, avšak jako člen státní správy podléhá Humphreymu Applebymu, na kterém závisí i jeho případné povýšení. Woolley se proto snaží hrát na obě strany. Bernard Woolley si libuje v pořekadlech a neustále se snaží opravovat Hackerova tvrzení. Stejně jako Humphreymu, i jemu se dostalo klasického vzdělání na Oxfordské univerzitě, čímž se cítí být lepší než ministr, který v mládí studoval "pouze" ekonomii. Hacker si svého tajemníka bere i do č. 10. V tu dobu již Bernard Humphreymu v pracovní hierarchii nepodléhá, a proto se stává nezávislejším autonomním subjektem.